# 雷德肖角
雷德肖角（英語：Redshaw Point），是南極洲的海岬，位於葛拉漢地的詹姆斯羅斯島東南面，處於霍布斯冰川和鮑爾冰川之間，現時由南極條約體系管理。